# جی‌فرند
جی‌فرند (انگلیسی: GFriend; کره‌ای: 여자친구; لاتین‌نویسی اصلاح‌شده: Yeojachingu) گروهی شش نفره اهل کره جنوبی بود که در سال ۲۰۱۵ زیر نظر کمپانی سورس میوزیک شروع به کار کرد. این گروه، شامل شش عضو سو وون، یرین، اونها، یوجو، شین‌بی و اومجی بود. گروه جی‌فرند، فعالیت هنری خود را در ۱۵ ژانویه سال ۲۰۱۵ با مینی آلبوم فصل شیشه‌ای آغاز کرد. گروه جی‌فرند، جوایز هنری زیادی را در سال ۲۰۱۵ از آن خود کرد و از زمان شروع به کار، توجه زیادی را بخاطر موفقیت زیاد با وجود کار کردن زیر نظر یک کمپانی کوچک جلب کرد. در سال ۲۰۱۶، آن‌ها با سومین مینی آلبومشان که دانه‌برف نام داشت، برگشتند و مقام اول را با آهنگ اصلی شان «خشن» در نمایش‌های موسیقی زیادی کسب کردند.

## تاریخچه

### ۲۰۱۵: آغاز کار با فصل شیشه‌ای، غنچهٔ گل و افزایش محبوبیت

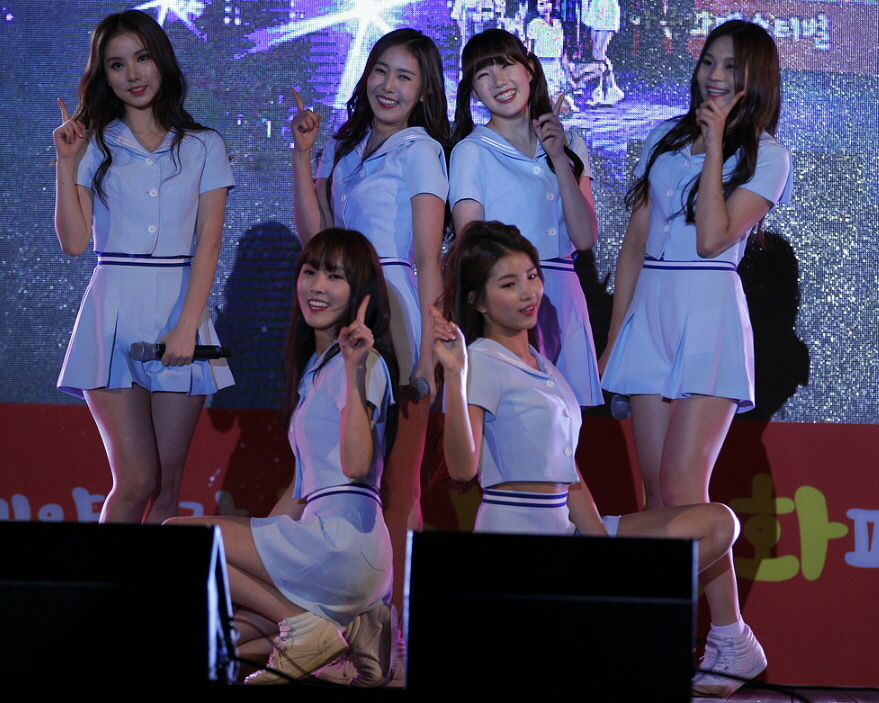
جی‌فرند در سال ۲۰۱۵

در ۱۵ ژانویه ۲۰۱۵، جی فرند اولین کار خود ر با مینی آلبوم فصل شیشه‌ای که شامل ۵ آهنگ بود، منتشر کردند.
آهنگ مهرهٔ شیشه‌ای که آهنگ اصلی اولین آلبوم آن‌ها بود، به عنوان نهمین موزیک ویدیوی زیاد بازدید شده در ماه ژانویه در سطح جهانی شناخته شد. در ۲۸ ژانویه ۲۰۱۵، بیلبورد، جی فرند را یکی از ۵ آرتیست کره‌ای که حتماً باید در سال ۲۰۱۵، کارهایشان را تماشا کنیم، معرفی کرد.
دومین مینی آلبوم آن‌ها، غنچهٔ گل، با آهنگ اصلی دوستت دارم، در ۲۳ ژوئیه ۲۰۱۵ منتشر شد و گروه، اجراهای خود را در همان روز شروه کرد.
گروه جی‌فرند، بعد از جهانی شدن فیلمی از یک از اجراهایشان که در آن، اعضا به خصوص یوجو، بیش از ۸ بار به دلیل لیز بودن زمین در یک فستیوال، به زمین افتادند، در سطح جهانی شناخته تر شد.
در ۱۷ سپتامبر سال ۲۰۱۵، جی‌فرند دوباره به عنوان تنها گروه دختر به نامزد شده در جوایز موسیقی ام‌تی‌وی اروپا سال ۲۰۱۵ «بهترین کار کره» دسته در کنار گروه‌های پسرانه بی۱ای۴، بی‌تی‌اس، گات‌سون و ویکس. معرفی شدند.

### ۲۰۱۶: دانه‌برف، بردن جوایز موزیک نمایش‌ها،زمان نمایشوال‌اوال
در ۲۵ ژانویه سال ۲۰۱۵، گروه جی فرند سومین مینی آلبوم خود را بانام دانه‌برف با آهنگ اصلی «خشن» منتشر کردند. آن‌ها بعد از انتشار این آهنگ اعلام کردند که اسم طرفدارانشان، «بادی» است. آهنگ «خشن» با اول شدن در چارت‌های روزانه و هفتگی، عنوان پرفکت آل کیل را کسب کرد و ۱۵ بار جوایز نمایش‌های موسیقی را از آن خود کرد. موزیک ویدیو خشن، به عنوان سومین موزیک ویدیوه از ۱۰ تا موزیک ویدیو ی زیاد بازدید شده در سطح جهانی اعلام شد.
جی‌فرند اولین آلبوم استودیویی خود را با نام «ال‌اوال» در ۱۱ ژوئیه ۲۰۱۶ منتشر کرد که همزمان به معنای «کلی عشق» و «بلند خندیدن» است. در ششم ژوئیه اعلام شد که جی‌فرند با آلبوم ال‌اوال، بیش از ۶۰٬۰۰۰ نسخهٔ پیش فروش در سطح جهانی داشته‌اند. جی‌فرند این بار، با آهنگ «مثل پروانه»، چهار باره جوایز موزیک نمایش‌ها را از آن خود کردند.
آهنگ «خشن» دارای بیشترین دانلودها در سال ۲۰۱۶ شد.در سال ۲۰۱۶، اعلام شد که آهنگ «دوستت دارم» از جی‌فرند، اولین آهنگ گروه دخترانه است که بیش از یک سال در چارت‌های ملون و گائون تداوم یافته‌است.

### ۲۰۱۷: اولین فن میتینگ، بیدار کننده، متوازی ورنگین‌کمان
در ۲۳ فوریهٔ سال ۲۰۱۷، کمپانی جی‌فرند خبر از انتشار یک آهنگ جدید در ۶ مارس داد. در ۲۷ فوریهٔ ۲۰۱۷، این خبر منتشر شد که چهارمین مینی آلبوم جی‌فرند، «بیدار کننده» نامیده خواهد شد و اسم ترک اصلی «نوک انگشت» خواهد بود.پیش فروش‌های جهانی آلبوم بیدار کننده به تعداد ۱۰۰۰۰۰ نسخه بود که رکورد قبلی گروه با ۶۰۰۰۰ نسخه را شکسته بود. آلبوم «بیدار کننده»، وارد پر فروش‌ترین آلبوم‌های جهانی بیلبورد شد و در این چارت، پنجم شد.
جی‌فرند، با آهنگ «نوک انگشت»، دو بار جوایز موزیک نمایش‌ها را از آن خود کردند. در ۲۰ ژوئیه ۲۰۱۷، کمپانی سورس موزیک، در اکانت اصلی توییتر جی‌فرند خبر داد که انتشار آلبوم جدید جی فرند به نام متوازی، در تاریخ ۱ اوت خواهد بود. آهنگ «زمزمهٔ عشق» که آهنگ اصلی آلبوم بود، در ۱ اوت منتشر شد و موزیک ویدیوی آهنگ در روز اول در یوتیوب، به هفت میلیون بازدید رسید.این آهنگ در ابتدا در سایت ملون رتبهٔ دوم را گرفت، اما کمی بعد، با ۳٫۱۹۸٫۶۶۴ شنونده، در صدر چارت ملون قرار گرفت.کمی بعد، اعلام شد که قرار است ریپکیج آلبوم متوازی با نام رنگین کمان منتشر شود. اینطور توضیح داده شد که همان‌طور که رنگین کمان هفت رنگ دارد، و شش عضو جی‌فرند همراه طرفدارهایشان «بادی‌ها»، هفت نفر و هفت رنگ رنگین‌کمان هستند.

### ۲۰۱۸:اولین کنسرت انفرادی، زمانی برای ماه در شب، دبیو ژاپنی،تابستان آفتابیو «مموریا»
جی‌فرند سال نو را با اولین کنسرت خود از زمان دبیو آغاز کردند. ۶۰۰۰ بلیط کنسرت جی‌فرند در ۳ دقیقه به فروش رفت. بعد از اتمام کنسرت در کره جنوبی، جی‌فرند اعلام کردند که تور آسیایی دارند که با اجرا در تایوان شروع خواهد شد و در تایلند، هنگ کنک، سنگاپور و ژاپن ادامه‌دار خواهد بود. در ۲۳ فوریه اعلام شد که جی‌فرند با کمپانی ژاپنی کینگ رکوردز قرارداد بسته و در ماه مه در ژاپن دبیو خواهد کرد. در ۱۳ آوریل سال ۲۰۱۸، سورس میوزیک اعلام کرد که جی فرند قرار است در ۳۰ آوریل با مینی آلبومی با نام «زمانی برای ماه در شب» برگردند. «شب» اولین آهنگ سال ۲۰۱۸ بود که موفق به کسب همهٔ جوایز هفتگی شد. جی‌فرند با آهنگ «شب» در چارت آیتونز ۱۰ کشور مقام اول را کسب کردند و در بخش‌های آلبوم، دانلود و اجتماعی چارت گائون نیز رتبهٔ یک را از آن خود کردند. هفتهٔ بعد، اعلام شد که جی‌فرند به همراه گروه‌های گرلز جنریشن و توایس بیشترین ورودی به چارت آلبوم‌های جهانی بیلبورد را داشته‌اند. پس از اتمام پروموشن‌ها، جی‌فرند به ژاپن رفتند و اولین آلبوم ژاپنی خود را با نام «بهترین‌های جی‌فرند» منتشر کردند. در اولین روز پروموشن آن‌ها آهنگ‌های خود را در جلوی جمعیتی ۱۵۰۰ نفره اجرا کردند. در همان روز اول دبیو وارد چارت بیشترین آلبوم‌های ژاپنی شدند.
در اوایل ژوئیه اعلام شد که جی‌فرند به زودی با آلبوم جدیدی به نام «تابستان آفتابی» و آهنگ اصلی به همین نام با ۵ ترک جدید باز خواهند گشت.در ۲ اوت، جی‌فرند در اجرای زنده ای در ژاپن اعلام کردند که قرار است اولین سینگل ژاپنی‌شان به نام «مموریا» را در ۱۰ اکتبر منتشر کنند و همراه آن، ورژن ژاپنی «شب» را نیز منتشر خواهند کرد.

### ۲۰۱۹: «زمان ما» و سینگل‌های ژاپنی متعدد
در ۱۴ ژانویه، جی فرند آلبوم «زمان ما» با تایتل ترک «سانرایز» را منتشر کردند.این آلبوم، پرفروش‌ترین آلبوم جی فرند شد. در سیزدهم فوریه، جی فرند ورژن ژاپنی سانرایز را به همراه "la pam pam" منتشر کردند. در ۱۳ مارس، سومین سینگل آلبوم ژاپنی خود به اسم "Flower/Beautiful" را منتشر کردند.
در یکم جولای، جی فرند هفتمین مینی آلبوم خود به اسم "fever" (به معنای تب) را منتشر کردند.
در سوم جولای، جی فرند با گروه ژاپنی Sonar Pocket همکاری داشتند.
در سیزدهم نوامبر، جی فرند اولین آلبوم ژاپنی خود را با نام "fallin light" منتشر کرد.

### ۲۰۲۰–۲۰۲۱:سری "回" و دیسبند شدن
در سوم فوریه سال ۲۰۲۰، جی فرند، مینی آلبوم "回:Labyrinth" که در یونانی به معنای هزارتو است را با تایتل ترک "کراسرودز" منتشر کردند. این اولین کامبک آن‌ها بعد از اضافه شدن سورس میوزیک به کمپانی بیگ هیت به عنوان یک زیر مجموعه بود. پس از آن، جی فرند در همان سال مینی آلبوم "回:Song of the Sirens" و آلبوم " 回:Walpurgis Night" را نیز منتشر کردند.
در بیست و دوم ماه مه ۲۰۲۱، بیانیه ای راجع به تمام شدن قرارداد جی فرند با سورس موزیک منتشر شد و هر شش عضو، کمپانی را ترک کردند.

## اعضا
- سو وون (소원)
- یرین (예린)
- اونها (은하)
- یوجو (유주)
- شین‌بی (신비)
- اومجی (엄지)

## آلبوم‌شناسی

### آلبوم‌های کره‌ای
- ال‌اوال (۲۰۱۶)
- زمانی برای ما (۲۰۱۹)
- 回: شب والپورگیس (۲۰۲۰)

### آلبوم‌های ژاپنی
- سقوط نور (۲۰۱۹)

## تک آهنگ‌ها
| عنوان                          | سال  | رتبه در چارت‌ها | آلبوم       |
| عنوان                          | سال  | KOR            | آلبوم       |
| ------------------------------ | ---- | -------------- | ----------- |
| «مهرهٔ شیشه‌ای» (유리구슬)       | ۲۰۱۵ | ۲۵             | فصل شیشه‌ای  |
| «دوستت دارم» (오늘부터 우리는) | ۲۰۱۵ | ۸              | غنچه گل     |
| «خشن» (시간을 달려서)          | ۲۰۱۶ | ۱              | دونه برف    |
| «مثل پروانه» (너 그리고 나)    | ۲۰۱۶ | ۱              | ال او ال    |
| «نوک انگشت» (핑거팁)           | ۲۰۱۷ | ۲              | بیدار کننده |
| «زمزمهٔ عشق» (그루잠)           | ۲۰۱۷ | ۲              | متوازی      |
| «باران تابستانی» (여름비)      | ۲۰۱۷ | ۱۱             | متوازی      |
| «شب» (밤)                      | ۲۰۱۸ | ۲              | شب          |

## ویدئوگرافی

### موزیک ویدیوها
| سال   | موزیک ویدیو                                 | تهیه کننده           |
| ----- | ------------------------------------------- | -------------------- |
| ۲۰۱۵  | «مهرهٔ شیشه‌ای» (유리구슬)                    | هنگ ون-کی (زانی‌براز) |
| ۲۰۱۵  | «دوستت دارم» (오늘부터 우리는)              | هنگ ون-کی (زانی‌براز) |
| ۲۰۱۶  | «خشن» (시간을 달려서)                       | هنگ ون-کی (زانی‌براز) |
| ۲۰۱۶  | «موج» (파도) (برای CF - American Tourister) | هنگ ون-کی (زانی‌براز) |
| ۲۰۱۶  | «مثل پروانه» (너 그리고 나)                 | کیم سونگ-یوک         |
| ۲۰۱۷" | «نوک انگشت» (핑거팁)                        | هنگ ون-کی (زانی‌براز) |
| ۲۰۱۷" | «زمزمهٔ عشق» (그루잠)                        | هنگ ون-کی (زانی‌براز) |
| ۲۰۱۷" | «باران تابستانی» (여름비)                   | هنگ ون-کی (زانی‌براز) |
| ۲۰۱۸" | «زمانی برای ماه در شب» (밤)                 | کو یو-جئونگ (لمپنز)  |
| ۲۰۱۸" | «دوستت دارم (ژاپنی)» (今日から私たちは)     | هنگ ون-کی (زانی‌براز) |
| ۲۰۱۸" | «تابستان آفتابی» (여름여름해)               | کو یو-جئونگ (لمپنز)  |

## جوایز و نامزدی‌ها
آنها برنده اولین جایزه «بهترین هنرمند زن» در نوامبر ۷، ۲۰۱۵ در جوایز موسیقی ملون هستند. اولین جایزهٔ خود در موزیک شوها را در نمایش با آهنگ «خشن» بردند و در مجموع، بیش از ۴۰ جایزهٔ موزیک شو و جوایز بسیاری به عنوان بهترین هنرمند تازه‌کار دختر بردند. در سال ۲۰۱۷، جی‌فرند جایزهٔ اروپایی بهترین کارکرد کره ای را از آن خود کردند. جی‌فرند، اولین گروه دختری بودند که این جایزه را از آن خود کردند.